# Clonbullogue
Clonbullogue är en ort i republiken Irland. Den ligger i den centrala delen av landet, 60 km väster om huvudstaden Dublin. Clonbullogue ligger 69 meter över havet och antalet invånare är 422.
Terrängen runt Clonbullogue är mycket platt.Runt Clonbullogue är det ganska glesbefolkat, med 36 invånare per kvadratkilometer. Närmaste större samhälle är Kildare, 16,3 km sydost om Clonbullogue. Trakten runt Clonbullogue består i huvudsak av gräsmarker.